# سو فورد
سو فورد (بالإنجليزية: Sue Ford)‏ هي مصورة أسترالية، ولدت في 19 مارس 1943 في St Kilda, Victoria ‏ في أستراليا، وتوفيت في 2009.